# Chrysocolaptes festivus
El pito dorsiblanco (Chrysocolaptes festivus) es una especie de ave piciforme de la familia Picidae endémica del subcontinente indio, incluida Sri Lanka. Esta especie se encuentra tanto en los bosques como en las zonas de matorral con algunos árboles. Anida en huecos en los árboles donde pone uno o dos huevos blancos.

## Descripción

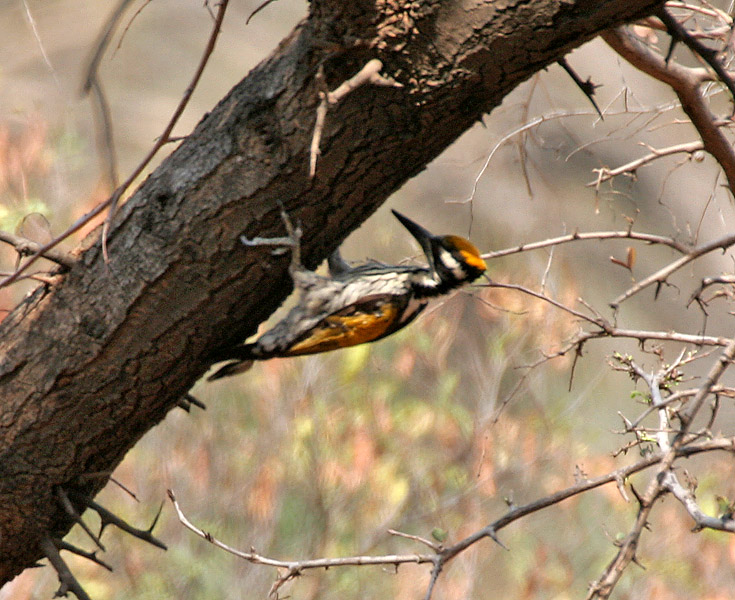
Hembra en Hyderabad, India.

El pico dorsiblanco mide unos 29 cm de largo. Tiene la forma típica de los pájaros carpinteros. El plumaje de sus partes superiores es principalmente negro, excepto en una franja blanca que va desde su manto hasta la nuca, sus alas amarillo y el píleo. Sus partes inferiores son blancas con veteado negruzco. Presenta anchas listas superciliares y bigoteras blancas e infrabigoteras negras. Los machos adultos tienen el píleo de color rojo intenso, mientras que la hembras lo tienen amarillo. Los juveniles también lo tienen amarillo pero de tono menos intenso. Como otros pájaros carpinteros el pico dorsiblanco tiene el pico recto y puntiagudo, una larga lengua que mantiene enrollada y solo proyecta hacia delante para capturar insectos, la cola rígida para proporcionarse apoyo cuando se agarra en los troncos y las patas zigodáctilas, con dos dedos hacia delante y dos hacia atrás.